# 400 meter häck för herrar i friidrott vid olympiska sommarspelen 1996
400 meter häck för herrar vid olympiska sommarspelen 1996 i Atlanta avgjordes 29 juli-1 augusti. 

## Medaljörer
| Gren           | Guld                 | Guld  | Silver                 | Silver | Brons              | Brons |
| 400 meter häck | Derrick Adkins · USA | 47,54 | Samuel Matete · Zambia | 47,78  | Calvin Davis · USA | 47,96 |

## Resultat
- Q innebär avancemang utifrån placering i heatet.
- q innebär avancemang utifrån total placering.
- DNS innebär att personen inte startade.
- DNF innebär att personen inte fullföljde.
- DQ innebär diskvalificering.
- NR innebär nationellt rekord.
- OR innebär olympiskt rekord.
- WR innebär världsrekord.
- WJR innebär världsrekord för juniorer
- AR innebär världsdelsrekord (area record)
- PB innebär personligt rekord.
- SB innebär säsongsbästa.

### Final
| Placering | Final                    | Tid   | Bana |
| --------- | ------------------------ | ----- | ---- |
|           | Derrick Adkins (USA)     | 47,54 | 6    |
|           | Samuel Matete (ZAM)      | 47,78 | 1    |
|           | Calvin Davis (USA)       | 47,96 | 5    |
| 4.        | Sven Nylander (SWE)      | 47,98 | 4    |
| 5.        | Rohan Robinson (AUS)     | 48,30 | 8    |
| 6.        | Fabrizio Mori (ITA)      | 48,41 | 7    |
| 7.        | Everson Teixeira (BRA)   | 48,57 | 3    |
| 8.        | Eronilde de Araujo (BRA) | 48,78 | 2    |

### Semifinaler
| Placering | Heat 1                   | Tid   | Bana |
| --------- | ------------------------ | ----- | ---- |
| 1.        | Derrick Adkins (USA)     | 47,76 | 3    |
| 2.        | Sven Nylander (SWE)      | 48.21 | 1    |
| 3.        | Fabrizio Mori (ITA)      | 48.43 | 2    |
| 4.        | Eronilde de Araujo (BRA) | 48.45 | 6    |
| 5.        | Dusan Kovacs (HUN)       | 48.57 | 8    |
| 6.        | Ken Harnden (ZIM)        | 48.61 | 7    |
| 7.        | Jon Ridgeon (GBR)        | 49.43 | 4    |
| 8.        | Bryan Bronson (USA)      | 50.32 | 5    |

| Placering | Heat 2                 | Tid   | Bana |
| --------- | ---------------------- | ----- | ---- |
| 1.        | Calvin Davis (USA)     | 47,91 | 3    |
| 2.        | Everson Teixeira (BRA) | 48.28 | 4    |
| 3.        | Samuel Matete (ZAM)    | 48.28 | 6    |
| 4.        | Rohan Robinson (AUS)   | 48.28 | 7    |
| 5.        | Neil Gardner (JAM)     | 48.30 | 1    |
| 6.        | Laurent Ottoz (ITA)    | 48.52 | 2    |
| 7.        | Ibou Faye (SEN)        | 48.84 | 5    |
| 8.        | Marc Dollendorf (BEL)  | 48.91 | 8    |

### Icke-kvalificerade
| Placering | Final                     | Tid   |
| --------- | ------------------------- | ----- |
| —         | Shunji Karube (JPN)       | 48,96 |
| —         | Erick Keter (KEN)         | 49.03 |
| —         | Kazuhiko Yamazaki (JPN)   | 49.07 |
| —         | Carlos Silva (POR)        | 49.09 |
| —         | Dinsdale Morgan (JAM)     | 49.16 |
| —         | Mubarak Faraj (QAT)       | 49.27 |
| —         | Kehinde Aladefa (NGR)     | 49.60 |
| —         | Pawel Januszewski (POL)   | 49.63 |
| —         | Miro Kocuvan (SLO)        | 49.66 |
| —         | Jean-Paul Bruwier (BEL)   | 49.69 |
| —         | Ashraf Saber (ITA)        | 49.71 |
| —         | Vadim Zadojnov (MDA)      | 49.73 |
| —         | Gideon Biwott (KEN)       | 49.74 |
| —         | Peter Crampton (GBR)      | 49.78 |
| —         | Barnabas Kinyor (KEN)     | 49.82 |
| —         | Hideaki Kawamura (JPN)    | 49.88 |
| —         | Gilbert Hashan (MRI)      | 49.94 |
| —         | Hadi Somayli (KSA)        | 49.94 |
| —         | Ruslan Masjtjenko (RUS)   | 49.94 |
| —         | Mugur Mateescu (ROU)      | 49.97 |
| —         | Julius Masvanise (ZIM)    | 50.16 |
| —         | Hamadou Mbaye (SEN)       | 50.30 |
| —         | Jozef Kucej (SVK)         | 50.31 |
| —         | Gary Jennings (GBR)       | 50.41 |
| —         | Salvador Vila (ESP)       | 50.55 |
| —         | Egils Tebelis (LAT)       | 50.73 |
| —         | Tom McGuirk (IRL)         | 50.76 |
| —         | Amadou Sy Savane (GUI)    | 50.90 |
| —         | Llewellyn Herbert (RSA)   | 51.13 |
| —         | Domingo Cordero (PUR)     | 51.20 |
| —         | Marcel Schelbert (SUI)    | 51.20 |
| —         | Cleverson Silva (BRA)     | 51.23 |
| —         | Oscar Pitillas (ESP)      | 51.35 |
| —         | Simon Hollingsworth (AUS) | 52.16 |
| —         | Inigo Monreal (ESP)       | 52.23 |
| —         | Ivan Wakit (PNG)          | 53.42 |
| —         | Lancelot Gittens (GUY)    | 54.79 |
| —         | Curt Young (PAN)          | 55.20 |
| —         | Winthrop Graham (JAM)     | DNF   |